# Jacques Tits

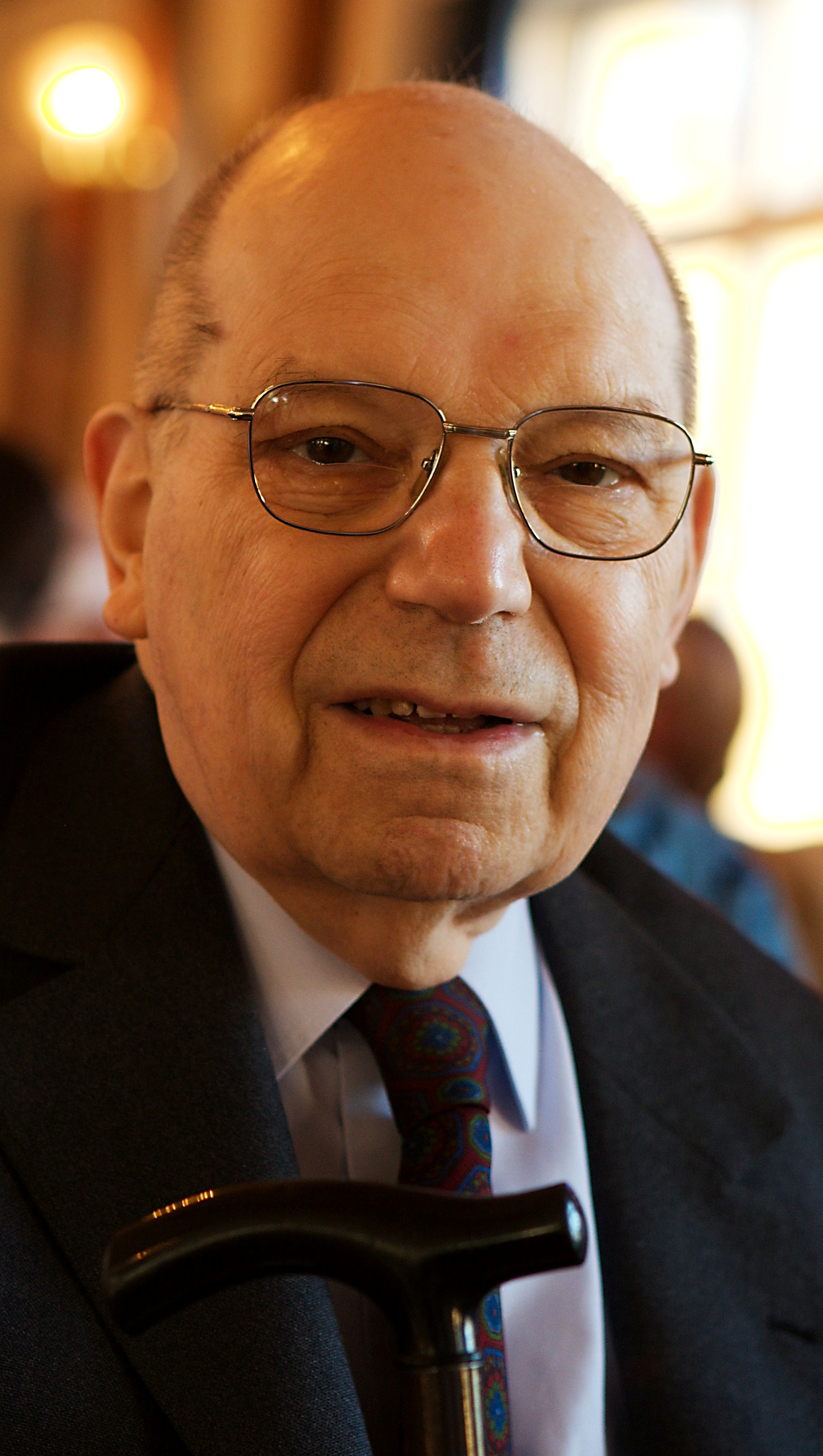
Jaques Tits, 2008

Jacques Leon Tits (* 12. August 1930 in Uccle/Ukkel; † 5. Dezember 2021 in Paris) war ein belgisch-französischer Mathematiker, der überwiegend auf dem Gebiet der Gruppentheorie und algebraischen Geometrie arbeitete. Er war Ehrenprofessor am Collège de France in Paris.

## Leben
Tits war geborener Belgier und ging in Uccle/Ukkel bei Brüssel zur Schule. Er studierte an der französischsprachigen Freien Universität in Brüssel (Université Libre de Bruxelles), wo er 1950 bei Paul Libois promovierte (Généralisations des groupes projectifs basées sur la notion de transitivité). 1956 bis 1962 war er Assistent und von 1962 bis 1964 Professor an der Université Libre de Bruxelles, danach bis 1974 an der Universität Bonn, bevor er Professor am Collège de France wurde (emeritiert 2000). Nach seinem Ruhestand war er der erste Vallée-Poussin-Gastprofessor an der Université catholique de Louvain in Louvain-la-Neuve.
Tits heiratete 1956 die Historikerin Marie-Jeanne Dieuaide. Er war französischer Staatsbürger.
1980 bis 1999 war er Herausgeber der Publications Mathematiques de l’IHES.

## Wirken
In den 1960er-Jahren arbeitete Tits viel mit Armand Borel über algebraische Gruppen. Er ist der Erfinder der Theorie der Gebäude (buildings), kombinatorischer Strukturen, auf denen Gruppen operieren, die Tits ursprünglich untersuchte, um Verallgemeinerungen von einfachen Liegruppen über beliebigen Körpern zu untersuchen. Gebäude lassen sich nicht nur über reellen und komplexen Körpern definieren, sondern auch über p-adischen Zahlen oder endlichen Körpern und haben so Anwendungen in algebraischer Geometrie und Zahlentheorie. Bei der Entwicklung der Theorie der Gebäude arbeitete er mit François Bruhat zusammen (Bruhat-Tits-Gebäude). Tits klassifizierte irreduzible sphärische Gebäude mit einem Rang größer oder gleich 3. Mit der Theorie der Gebäude verbunden ist die Theorie der {\displaystyle (B,N)}-Paare einer Gruppe, wobei {\displaystyle B} (Borel-Untergruppe) und {\displaystyle N} Untergruppen von {\displaystyle G} sind, die {\displaystyle G} erzeugen. Außerdem ist die Schnittmenge {\displaystyle H} von {\displaystyle B}, {\displaystyle N} (die Cartan-Untergruppe) eine normale Untergruppe in {\displaystyle N}, und die Faktorgruppe {\displaystyle W=N/H} (die Weylgruppe) wird von Elementen der Ordnung 2 erzeugt (also „Spiegelungen“). Das ganze ist aus der Theorie der Lie-Algebren verallgemeinert und erlaubt vereinfachte und allgemeiner gültige Beweise. Mit {\displaystyle (B,N)}-Paaren lassen sich auch Gebäude konstruieren, die weder affin noch sphärisch sind, sondern aus unendlich-dimensionalen Liegruppen resultieren (Kac-Moody-Algebren).
Tits-Alternative: Jede endlich erzeugte Untergruppe der linearen Gruppe besitzt entweder eine auflösbare Untergruppe von endlichem Index oder eine freie Untergruppe vom Rang 2.

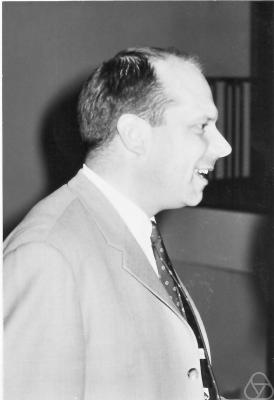
Tits 1967

Er arbeitete auch über endliche einfache Gruppen, zum Beispiel über das „Monster“. Eine endliche einfache Gruppe, die Tits-Gruppe, ist nach ihm benannt. Die Tits-Gruppe ist die Kommutatorgruppe
der getwisteten Chevalley-Gruppe vom Typ {\displaystyle {}^{2}F_{4}} über dem endlichen Körper GF(2).
Tits klassifizierte die Polarräume von endlichem Rang größer gleich drei und allgemeiner die sogenannten sphärischen Gebäude vom Rang größer gleich drei. Weitere Arbeiten widmen sich durch Gruppen definierten Geometrien, beispielsweise Moufang-Oktagone, projektive Ebenen mit den Suzuki-Gruppen als Automorphismen, verallgemeinerte {\displaystyle n}-gone, Automorphismengruppen von Bäumen, quadratischen Formen, Buekenhout-Tits-Geometrien und Clifford-Algebren.
Beobachtungen von Tits in einem Aufsatz von 1956 gelten als Beginn der Beschäftigung mit dem Körper mit einem Element {\displaystyle F_{1}}. Er betrachtete die Kardinalität einer algebraischen Gruppe {\displaystyle G} vom Lie-Typ über dem endlichen Körper {\displaystyle F_{q}} von {\displaystyle q} Elementen im Grenzwert {\displaystyle q\to 1} und fand, dass diese (bis auf einen vom Rang abhängigen Vorfaktor, der beim Grenzübergang verschwindet) durch die Kardinalität der Weylgruppe von {\displaystyle G} gegeben ist. Er schlug dann vor, die Weylgruppe als Gruppe der Punkte von {\displaystyle G} über dem Körper mit einem Element zu betrachten.

## Ehrungen und Auszeichnungen
1976 erhielt er den Großen Preis der französischen Akademie der Wissenschaften, deren korrespondierendes Mitglied er seit 1977 und deren Mitglied er seit 1979 ist. 1962 in Stockholm (Groupes simples et geometries associees) und 1974 in Vancouver (On Buildings and their Application) hielt er einen Plenarvortrag auf dem ICM. 1970 war er Invited Speaker auf dem ICM in Nizza (Homomorphismes et automorphismes „abstraits“ de groupes algébriques et arithmétiques). Er bekam 1993 den Wolf-Preis und war ab 1995 Mitglied des Ordens Pour le Mérite für Wissenschaft und Künste. 1996 erhielt er die Georg-Cantor-Medaille der Deutschen Mathematiker-Vereinigung und im März 2008 zusammen mit John Griggs Thompson den Abel-Preis für die grundlegenden Beiträge zur Algebra.
Er war Mitglied der Deutschen Akademie der Naturforscher Leopoldina (seit 1977), der Academia Europaea, der belgischen und niederländischen Akademie der Wissenschaften, der Norwegischen Akademie der Wissenschaften, der American Academy of Arts and Sciences (seit 1992), der National Academy of Sciences und der London Mathematical Society (Ehrenmitglied). Er war Ritter der Ehrenlegion (1995) und Ehrendoktor der Universitäten Utrecht, Gent, Bonn und Löwen. 2009 erhielt er das Große Verdienstkreuz des Verdienstordens der Bundesrepublik Deutschland.
2023 wurde vom Vorstand der Belgischen Mathematischen Gesellschaft der Jacques-Tits-Lehrstuhl initiiert. Ziel des Lehrstuhls ist es, einen international anerkannten Mathematiker für einen einmonatigen Aufenthalt an einer belgischen Universität zu gewinnen. Der erste Preis wird für das akademische Jahr 2024–2025 verliehen.

## Schriften
- Liesche Gruppen und Algebren. Springer Hochschultext 1983, ISBN 978-3-540-12547-1, doi:10.1007/978-3-642-69189-8.
- Tabellen zu den einfachen Liegruppen und ihren Darstellungen. Springer 1967.
- Lectures on algebraic groups. Yale, 1967.
- Formes quadratiques, groupes orthogonaux et algèbres de Clifford. In: Inventiones Mathematicae. Band 5, 1968, S. 19–41.
- mit Armand Borel: Groupes réductifs. In: Publications Mathématiques de l’IHÉS, Nr. 27, 1965, S. 55–150.
- Free subgroups in linear groups. In: Journal of Algebra, 20 (1972), S. 250–270.
- mit A. Borel: Homomorphismes “abstraits” de groupes algébriques simples. In: Annals of Mathematics, (2) 97 (1973), S. 499–571.
- Buildings of spherical type and finite {\displaystyle (B,N)}-pairs (= Lecture Notes in Mathematics; 386). Springer-Verlag, Berlin u. a., 1974, ISSN 0075-8434, ISBN 978-3-540-06757-3.
- mit François Bruhat: Groupes reductifs sur un corps local. In: Publications Mathématiques de l’IHÉS, Nr. 41 (1972), S. 5–251. II: Publications Mathématiques de l’IHÉS. Nr. 60 (1984), S. 197–376. III: J. Fac. Sci. Univ. Tokyo Sect. IA Math. 34 (1987), Nr. 3, S. 671–698.
- A local approach to Buildings. In: Chandler Davis, Branko Grünbaum, F. A. Sherk (Hrsg.): The geometric vein: the Coxeter festschrift. Springer-Verlag, Berlin u. a., 1981, ISBN 0-387-90587-1.
- On R. Griess’ “Friendly giant”. In: Inventiones Mathematicae. 1984 (zu der Gruppe auch Seminar Bourbaki Expose 620, 1983/4), Online.
- Uniqueness and presentation of Kac-Moody groups over fields. In: Journal of Algebra, 105/2 (1987), S. 542–573.
- Symmetrie. In: Peter Hilton, Friedrich Hirzebruch, Reinhold Remmert (Hrsg.): Miscellanea Mathematica. Springer, Berlin 1991. Nachdruck: 2011, ISBN 978-3-642-76711-1.
- Twin buildings and groups of Kac-Moody type. Groups, combinatorics & geometry (Durham, 1990), S. 249–286. London Math. Soc. Lecture Note Ser., 165, Cambridge Univ. Press, Cambridge, 1992.
- mit R. Weiss: Moufang polygons. Springer Monographs in Mathematics. Springer-Verlag, Berlin, 2002, ISBN 3-540-43714-2.
- Collected Works, 4 Bände. Hrsg. von Francis Buekenhout, Bernhard Matthias Mühlherr, Jean-Pierre Tignol, Hendrik Van Maldeghem. European Mathematical Society 2013.